# Albrecht Altdorfer

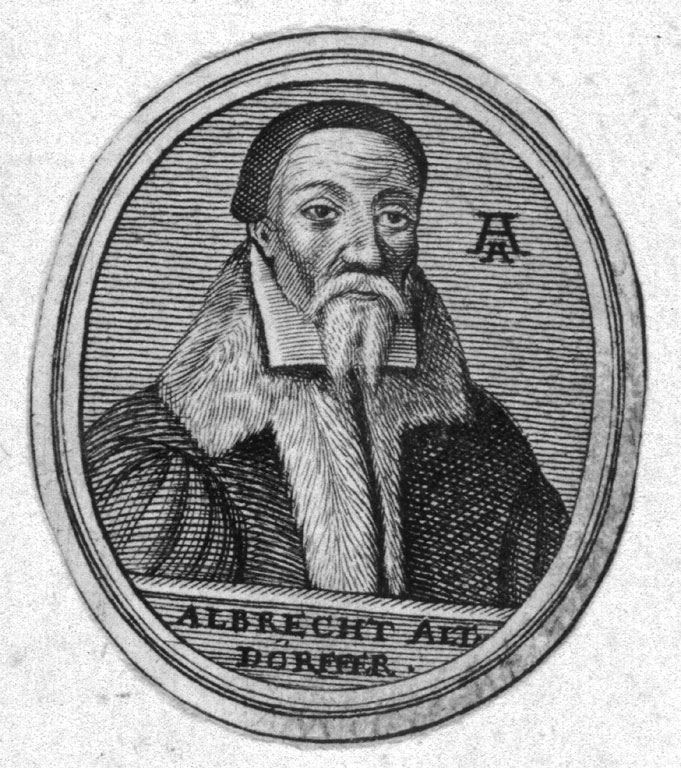
Selbstbildnis

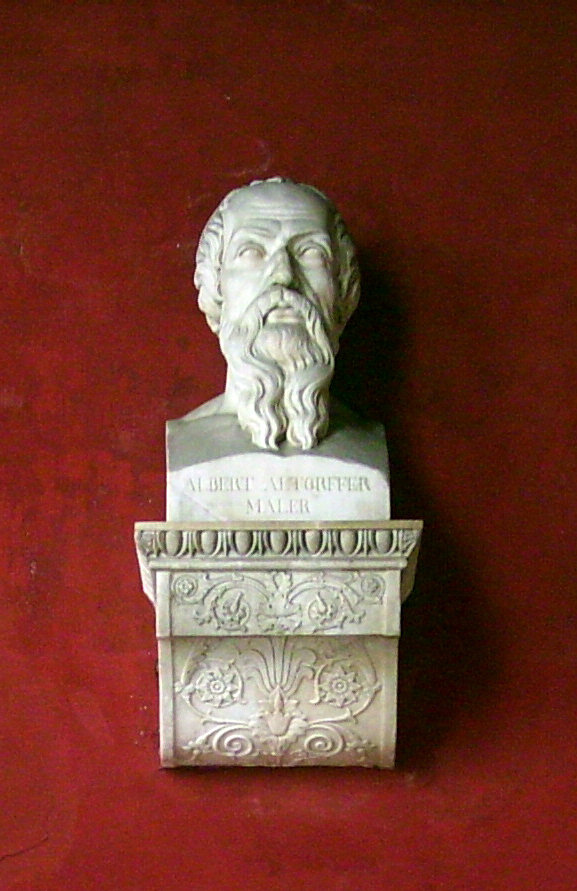
Büste Altdorfers in der Münchner Ruhmeshalle

Albrecht Altdorfer, auch Albrecht Altdorffer (* um 1480 vielleicht in Altdorf bei Landshut oder in Regensburg; † 12. Februar 1538 in Regensburg), war ein deutscher Maler, Kupferstecher, Holzschneider und Baumeister der Renaissance. Er gilt neben Wolf Huber als bedeutender Vertreter der sogenannten Donauschule, einer Stilbewegung entlang der Donau in Bayern und Österreich. Die Künstler der Kunstrichtung sind auch als „wilde Maler von der Donau“ bekannt. Zusammen mit Albrecht Dürer, als dessen Schüler er gilt, wird er als Begründer der Nürnberger Kleinmeister gesehen.

## Leben
Über das Leben des Künstlers ist wenig bekannt. Sein Vater war vermutlich der von 1478 bis 1491 in Regensburg ansässige Briefmaler Ulrich Altdorfer. Durch Urkunden ist gesichert, dass Altdorfer am 13. März 1505 das Regensburger Bürgerrecht erwarb und dabei als „Maler von Amberg“ bezeichnet wurde. Nach drei Jahren wurde er siegelmäßiger Bürger und gelangte zu beträchtlichem Reichtum. Er erwarb eines der stattlichsten Häuser samt „Thurm und Hofstatt“ am „St. Veitsbach bei den Augustinern“.
Trotz fehlender schriftlicher Aufzeichnungen über einen Aufenthalt im Land Salzburg konnte in Malereien und Grafiken des Künstlers eine eindeutige Verbindung zu Hallein, Golling und Mondsee nachgewiesen werden. Eine Ansicht der Stadt Hallein ist im Bild „Das Bad der Susanne“ und auf dem rechten Flügel des Altars in der Minoritenkirche in Regensburg zu sehen. Im Bild „Landschaft mit Steg“, das Gemälde befindet sich in der National Gallery in London, ist der Ort Golling mit dem Schwarzerberg zu entdecken. Eine weitere Verbindung zur Stadt Hallein ergibt sich aus dem Stammsitz des Bischofs Georg Altdorfer von Chiemsee, vermutlich der Onkel des Künstlers, dem Schloss Altdorf, es wurde später als Schloss Paur bezeichnet und befindet sich östlich der Stadt Hallein.
1517 erwarb er ein zweites Haus und 1519 wurde der angesehene Bürger, der unter anderem für Kaiser Maximilian I. arbeitete, zum Mitglied des Äußeren Rates der Stadt Regensburg gewählt. In der Delegation der Ratsherren, die am 21. Februar 1519 die Ausweisung der Regensburger Juden anordnete, befand sich auch Albrecht Altdorfer. Für die an diesem Ort errichtete Wallfahrtskirche „Zur Schönen Maria“ fertigte er später mehrere Holzschnitte an, malte die Kirchenfahne und illuminierte die Ablassbulle. Albrecht Altdorfer stand von 1520 bis 1525 in den Listen der Beisitzer des Hansgrafenamtes von Regensburg, dieses Amt hatte weitreichende Aufsichtsbefugnisse in Zunft- und Handelsangelegenheiten.
1526 wurde der Künstler Mitglied des Inneren Rates und Stadtbaumeister von Regensburg. In dieser Funktion wurden nach seinen Plänen ein Schlachthaus (1527), ein Weinstadel und ein Marktturm gebaut. Am 15. September 1528 lehnte er die Wahl zum Bürgermeister ab, um ein wichtiges Werk, wahrscheinlich die Alexanderschlacht, für Herzog Wilhelm IV. von Bayern vollbringen zu können. 1529/30 leitete er die Verstärkung der Stadtbefestigungen wegen der drohenden Türkengefahr. 1532 starb seine Frau. 1533 findet sich seine Unterschrift als eines von 15 Ratsmitgliedern unter einer Ausschreibung für einen protestantischen Prediger. Als Gesandter der Stadt Regensburg reiste Altdorfer 1535 nach Wien zu Ferdinand I., um ein Entschuldigungsschreiben der Stadt zu überbringen, die wegen eben jener politischen und religiösen Umtriebe in Ungnade gefallen war.
Am 12. Februar 1538 starb Altdorfer in Regensburg. In seinem Testament hinterließ er ein ausführliches Verzeichnis seines Besitzes. Er wurde in der Kirche des ehemaligen Augustinerklosters, dessen Pfleger er seit 1535 war, ganz in der Nähe seines Wohnhauses begraben. Der Grabstein mit seinem Namen befindet sich heute im Museum der Stadt Regensburg.

## Würdigung

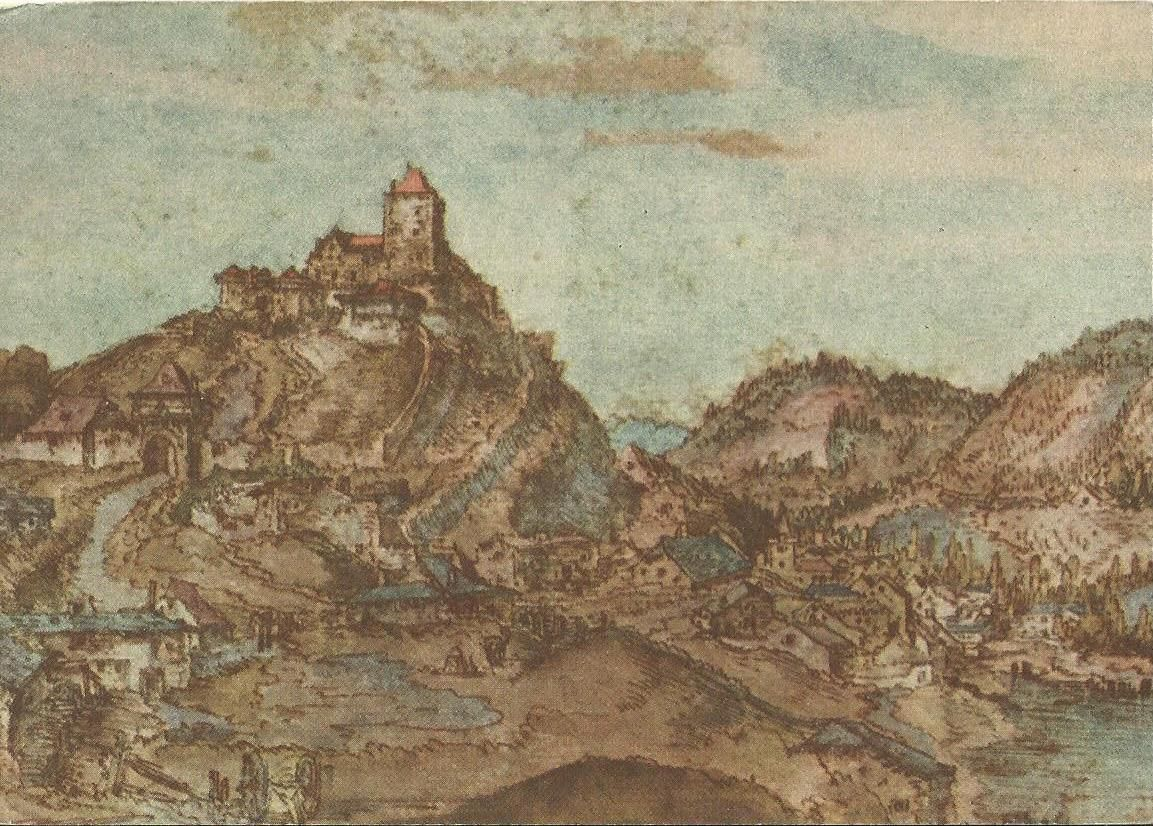
Der fürstbischöfliche Markt Wörth 1524, mit Wasserfarben angelegte Federzeichnung von Albrecht Altdorfer

Die Stadt Wörth an der Donau würdigte sein Schaffen durch die Widmung des Straßennamens „Altdorferstraße“. In Regensburg ist neben einer Straße im Stadtteil Innerer Westen auch ein Teil des östlichen Domplatzes nach ihm benannt.
Albrecht Altdorfer schuf neben anderen Bildnissen von Wörth das Gemälde Donaulandschaft mit Schloss Wörth und hatte als Stadtbaumeister von Regensburg beim Umbau von Schloss Wörth an der Donau eine maßgebliche Rolle.
In Wien im 10. Bezirk gibt es ebenfalls eine Altdorferstraße am Wienerberg in der Nähe der Spinnerin am Kreuz.
Der Schriftsteller Hans Watzlik würdigt ihn mit der Biographischen Dichtung 'Der Meister von Regensburg'.
1999 wurde der Asteroid (8121) Altdorfer nach ihm benannt. Ferner ist in Regensburg das sprachlich-humanistische sowie naturwissenschaftlich-technologische Albrecht-Altdorfer-Gymnasium nach ihm benannt.

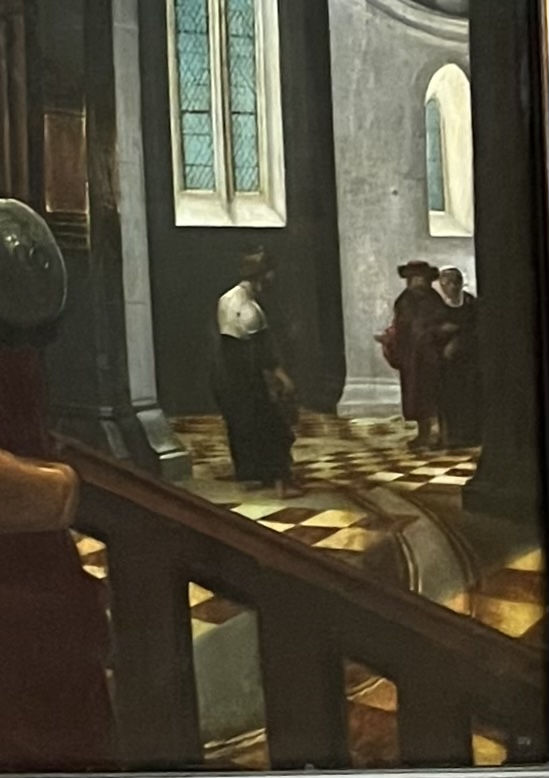
Detail aus „Geburt Mariae“, evtl. mit Altdorfer und seiner Frau Anna

## Schaffen
1506 ist die früheste Jahreszahl, die auf den Zeichnungen und Gemälden Altdorfers erscheint. 1509 entstand die Tafel für den Chor von Weih St. Peter und im selben Jahr erhält er den Auftrag für sein Hauptwerk, den großen Altar von St. Florian. Von seinen Bildern sind heute besonders zwei Werke bekannt: der von 1509 bis 1518 entstandene Sebastiansaltar von Stift St. Florian bei Linz mit seinen dramatisch-manieristischen Szenebildern sowie Die Alexanderschlacht (1528–1529), die im Auftrag von Herzog Wilhelm IV. von Bayern entstand. Sie zeigt auf einer Größe von 158 × 120 cm den Kampf Alexanders des Großen gegen den Perserkönig Darius in der Schlacht bei Issos 333 vor Christus.
Um 1522 entstanden seine ersten reinen Landschaftsgemälde und -zeichnungen. Seine Holzschnittfolge Sündenfall und Erlösung des Menschengeschlechts war 1513 Vorlage der Flügelaußenseiten des Altars der ehemaligen Barbarakapelle im Münster Zur Schönen Unserer Lieben Frau in Ingolstadt, deren Malerei zur sogenannten Donauschule gezählt werden.
Altdorfer hat in der europäischen Malerei erstmals die Landschaft zum eigentlichen und selbständigen Bildthema gemacht. Selbst in seinen religiösen Gemälden und Altarbildern waren Menschen nur noch Beiwerk zur Landschaftsmalerei. Er erfasste das Licht in glühenden Farben und malte erstmals in der deutschen Kunst Landschaftsbilder ohne Figuren.
Von seinen 55 Tafelbildern befinden sich einige im Kunsthistorischen Museum in Wien. 124 Zeichnungen und Entwürfe (darunter der Triumphzug von Kaiser Maximilian I.) sind erhalten geblieben. Sein grafisches Werk umfasst etwa 200 Blätter, meist Holzschnitte und Kupferstiche, aber auch einige Radierungen. Darüber hinaus ist eine Raumausmalung von ihm im Bischofshof Regensburg bekannt, die aber bei einem Brand und anschließenden Umbauten 1887/88 zerstört wurde und heute nur noch in musealisierten Fragmenten erhalten ist.
Auf dem um 1520 entstandenen Gemälde „Geburt Mariae“, 140,7 × 130 cm auf Lindenholz, das heute in der Alten Pinakothek in München zu sehen ist, betritt ein Paar die Szene, bei dem es sich um den Künstler selbst und seine Frau Anna handeln könnte.

## Ausstellung und Forschung
Von Mai bis Oktober 1938 fand in der Münchener Staatsgalerie zum 400. Todestag die Gedächtnisausstellung Albrecht Altdorfer und sein Kreis statt, die von Ernst Buchner kuratiert wurde. Im amtlichen Katalog sind 56 Gemälde und ca. 270 Zeichnungen, Stiche, Radierungen und Holzschnitte sowie ein Dutzend Freskenstücke von Altdorfer gelistet.
Als kürzlich wiederentdeckte Sensation der sogenannten Altdeutschen Tafelmalerei präsentierte man damals Altdorfers Schöne Maria, die in einem Altarrahmen ausgestellt wurde. Letzterer wurde eigens nach der Vorgabe eines entsprechenden Altdorfer-Druckes gefertigt. In diesem Rahmen befindet sich die Schöne Maria derzeit in der Dauerausstellung des Diözesanmuseum Regensburgs.
Zum 450. Todesjahr wurden in Berlin und Regensburg Zeichnungen, Deckfarbenmalerei und Druckgraphiken Altdorfers ausgestellt. Im Februar 2011 veranstaltete die Universität Regensburg ein kunstgeschichtliches Symposium mit dem Titel Albrecht Altdorfer. Kunst als zweite Natur. Die Ausstellung Fantastische Welten. Albrecht Altdorfer und das Expressive in der Kunst um 1500 fand von November 2014 bis Februar 2015 im Städel Museum Frankfurt und von März bis Juni im Kunsthistorischen Museum in Wien statt.
Das Salzburg Museum widmete 2017 Albrecht Altdorfer eine Sonderausstellung, die sich mit der Zuordenbarkeit von Landschaftsdarstellungen Altdorfers zur konkreten Topografie Salzburgs beschäftigte. Der frühere Salzburger Landesarchäologe und Salzburg Museum-Direktor Fritz Moosleitner rekonstruierte einen mehrmaligen Aufenthalt Altdorfers in Salzburg, der in der bisherigen Biografie des Künstlers nicht nachweisbar ist.

## Werke (Auswahl)
| Bild                                        | Titel | Jahr                   | Größe / Material                                           | Ausstellung / Sammlung / Besitzer               |
| ------------------------------------------- | --- | ---------------------- | ---------------------------------------------------------- | ----------------------------------------------- |
| Büßender Hl. Hieronymus                     | Büßender Hl. Hieronymus, linker Teil des Diptychons mit Die Stigmatisierung des St. Franziskus                                                      | 1507                   | 23,5 × 20,4 cm Öl auf Holz                                 | Berlin: Gemäldegalerie                          |
| Die Stigmatisierung des St. Franziskus      | Die Stigmatisierung des St. Franziskus, rechter Teil des Diptychons mit Die Stigmatisierung des St. Franziskus                                      | 1507                   | 23,5 × 20,4 cm Öl auf Holz                                 | Berlin: Gemäldegalerie                          |
| Ruhe auf der Flucht nach Ägypten            | Ruhe auf der Flucht nach Ägypten | 1510                   | 57 × 38 cm Öl auf Holz                                     | Berlin: Gemäldegalerie                          |
| Laubwald mit dem Heiligen Georg             | Laubwald mit dem Heiligen Georg oder Drachenkampf des hl. Georg                                                                                     | um 1510                | 28 × 22 cm Öl auf Pergament, aufgezogen auf Lindenholz     | München: Alte Pinakothek                        |
| Sebastiansaltar                             | Sebastiansaltar (linker Innenflügel, Szenen oben: Christus am Ölberg, Gefangennahme Christi, Szenen unten: Dornenkrönung, Handwaschung des Pilatus) | um 1509–1516           | 112 × 95 cm Öl auf Holz                                    | Augustiner-Chorherrenstift St. Florian bei Linz |
| Sebastiansaltar                             | Sebastiansaltar (rechter Innenflügel, Szenen oben: Christus vor Kaiphas, Geißelung Christi, Szenen unten: Kreuztragung, Kreuzigung Christi)         | um 1509–1516           | 112 × 95 cm Öl auf Holz                                    | Augustiner-Chorherrenstift St. Florian bei Linz |
| Sebastiansaltar                             | Sebastiansaltar (rechter Außenflügel, Szene oben: Martyrium des hl. Sebastian)                                                                      | um 1509–1516           | 128,5 × 94,3 cm Öl auf Holz                                | Augustiner-Chorherrenstift St. Florian bei Linz |
| Sebastiansaltar                             | Sebastiansaltar (rechter Außenflügel, Szene unten: Bergung des Leichnams des hl. Sebastian)                                                         | um 1509–1516           | 128,5 × 94,3 cm Öl auf Holz                                | Augustiner-Chorherrenstift St. Florian bei Linz |
| Sebastiansaltar                             | Sebastiansaltar (Außenseite des linken Predellenflügels: Auferstehung Christi)                                                                      | 1518                   | 70,5 × 37 cm                                               | Kunsthistorisches Museum, Wien                  |
| Sebastiansaltar                             | Sebastiansaltar (Außenseite des linken Predellenflügels: Grablegung Christi)                                                                        | 1518                   | 70,5 × 37 cm                                               | Kunsthistorisches Museum, Wien                  |
| Floriansfolge                               | St. Floriansaltar, Szenen zur Legende des Hl. Florian: Hl. Florian nimmt Abschied vom Kloster                                                       | 1530                   | 79,5 × 64 cm Öl auf Holz                                   | Florenz: Uffizi                                 |
| Floriansfolge                               | St. Floriansaltar, Szenen zur Legende des Hl. Florian: Gefangennahme des Hl. Florian                                                                | um 1516–1518           | 79,5 × 64 cm Öl auf Holz                                   | Nürnberg: Germanisches Nationalmuseum           |
| Floriansfolge                               | St. Floriansaltar, Szenen zur Legende des Hl. Florian: Vorführung des Hl. Florian                                                                   | um 1520                | Öl auf Holz                                                | Nürnberg: Germanisches Nationalmuseum           |
| Floriansfolge                               | St. Floriansaltar, Szenen zur Legende des Hl. Florian: Martyrium des Hl. Florian                                                                    | zwischen 1510 und 1519 |                                                            | Prag: Nationalgalerie                           |
| Floriansfolge                               | St. Floriansaltar, Szenen zur Legende des Hl. Florian: Martyrium des Hl. Florian                                                                    | 1530                   | 76 × 67 cm Öl auf Holz                                     | Florenz: Uffizi                                 |
| Floriansfolge                               | St. Floriansaltar, Szenen zur Legende des Hl. Florian: Wiederauffinden des hl. Florian                                                              | um 1516–1518           | 79,5 × 64 cm Öl auf Holz                                   | Nürnberg: Germanisches Nationalmuseum           |
| Kreuzigung                                  | Kreuzigung | 1512                   | 101,5 × 116 Öl auf Holz                                    | Kassel: Gemäldegalerie                          |
| Sieg Kaiser Karls des Großen vor Regensburg | Sieg Kaiser Karls des Großen vor Regensburg | um 1518                | 81,4 × 67 cm Malerei auf Lindenholz                        | Nürnberg: Germanisches Nationalmuseum           |
| Landscape with a Footbridge                 | Landschaft mit Steg | um 1518–1520           | 41,2 × 35,5 cm Öl auf Pergament, aufgezogen auf Lindenholz | London: National Gallery                        |
| Mariae Geburt                               | Mariä Geburt | um 1520                | 140,7 × 130 cm Öl auf Holz                                 | München: Alte Pinakothek                        |
| Mariae Geburt                               | Geburt Christi | um 1520/1525           | 44,5 × 36,1 cm                                             | Kunsthistorisches Museum, Wien                  |
| Donaulandschaft mit Schloss Wörth           | Donaulandschaft mit Schloss Wörth | um 1522                | 30 x 22 cm Öl auf Holz                                     | München: Alte Pinakothek                        |
| Kreuzigung                                  | Kreuzigung | um 1526                | 29 × 21 cm Lindenholz                                      | Berlin: Gemäldegalerie                          |
| Die Alexanderschlacht                       | Die Alexanderschlacht | 1529                   | 158 × 120 cm Öl auf Holz                                   | München: Alte Pinakothek                        |
| Gebirgszug                                  | Gebirgszug | 1530                   | 53,1 × 45,1 cm Öl auf Holz                                 | Hachiōji: Tokyo Fuji Art Museum                 |
| Susanna und die beiden Alten                | Susanna und die beiden Alten | 1526                   | 74,8 × 61,2 cm Öl auf Holz                                 | München: Alte Pinakothek                        |
| Kalvarienberg                               | Kalvarienberg | 1526                   | 41 × 33 cm Öl auf Holz                                     | Nürnberg: Germanisches Nationalmuseum           |

- Zwey Gegenbilder, Flügelthüren von einem kleinen Beialtar.
  - Die Geburt Christi.
  - Die Beschneidung.
  - Der verkündigende Engel.
  - Die kniende hl. Jungfrau.[25]
- Ein Pokal mit seinem Deckel, welcher letzterer einen Thurm vorstellet. (Auf Papier), 1520[26]

### Einträge in biographischen Lexika
- Wilhelm Schmidt: Altdorfer, Albrecht. In: Allgemeine Deutsche Biographie (ADB). Band 1, Duncker & Humblot, Leipzig 1875, S. 356–358.
- Ludwig Baldass: Altdorfer, Albrecht. In: Neue Deutsche Biographie (NDB). Band 1, Duncker & Humblot, Berlin 1953, ISBN 3-428-00182-6, S. 208–212 (Digitalisat).

- Friedrich Wilhelm Bautz: Altendorfer, Albrecht. In: Biographisch-Bibliographisches Kirchenlexikon (BBKL). Band 1, Bautz, Hamm 1975. 2., unveränderte Auflage. Hamm 1990, ISBN 3-88309-013-1, Sp. 126 (Artikel/Artikelanfang im Internet-Archive).

### Zu Altdorfer allgemein
- Otto Benesch: Der Maler Albrecht Altdorfer. Anton Schroll, Wien 1938.
- Ernst Buchner: Albrecht Altdorfer und sein Kreis. Katalog zur Gedächtnisausstellung zum 400. Todesjahr Altdorfers, München 1938.
- Eberhard Ruhmer: Albrecht Altdorfer. Bruckmann, München 1965.
- Max Seidel und Edwin Maria Landau: Altdorfer, Leidensweg – Heilsweg, der Passionsaltar von St. Florian. Belser, Stuttgart 1983.
- Dieter Henrich: Albrecht Altdorfer und seine Zeit. Vortragsreihe der Universität Regensburg, 2. Aufl. Regensburg 1992, (online), ISBN 3-921114-54-3.
- Jörg Krichbaum: Albrecht Altdorfer. Köln 1978 (= DuMont-Taschenbücher. Band 68).
- Christopher S. Wood: Albrecht Altdorfer and the origins of landscape. Chicago 1993.
- Thomas Noll: Albrecht Altdorfer in seiner Zeit. Religiöse und profane Themen in der Kunst um 1500. Deutscher Kunstverlag, Berlin 2004, ISBN 3-422-06454-0.
- Friederike Hauffe: Architektur als selbständiger Bildgegenstand bei Albrecht Altdorfer. Weimar 2007.
- Christoph Wagner, Oliver Jehle (Hrsg.): Albrecht Altdorfer. Kunst als zweite Natur (Regensburger Studien zur Kunstgeschichte, 17), Schnell & Steiner Verlag, Regensburg 2012, ISBN 978-3-7954-2619-4.
- Jochen Sander, Stefan Roller, Sabine Haag, Guido Messling (Hrsg.): Fantastische Welten. Albrecht Altdorfer und das Expressive in der Kunst um 1500. Ausst. Kat. Frankfurt, Städel Museum, 5. November 2014–8. Februar 2015; Wien, Kunsthistorisches Museum, 17. März–14. Juni 2015. Hirmer, München 2014, ISBN 978-3-7774-2266-4.
- Fritz Moosleitner: Albrecht Altdorfer in Salzburg : Salzburger Landschaft und Architektur in den Werken des Regensburger Malers. (=Jahresschrift des Salzburg-Museum, Band 59). Salzburg 2017, ISBN 978-3-900088-85-9.

### Zu einzelnen Werken Altdorfers
- Michael Hofbauer, Überlegungen zur Datierung der Tafel „Die beiden Johannes“ von Albrecht Altdorfer in Regensburg
- Volkmar Greiselmayer: Altdorfers „Schöne Maria“ in der Kritik Martin Luthers und Albrecht Dürers. In: Karl Möseneder (Hrsg.): Streit um Bilder. Von Byzanz bis Duchamp. Reimer, Berlin 1997, ISBN 3-496-01169-6, S. 73–94.[27]
- Mathias F. Müller: Albrecht Altdorfer. Die rapide Entwicklung seines figürlichen Stils von 1514 bis 1516, in den Jahren der Ausführung des Miniaturentriumphzugs für Kaiser Maximilian I. In: Achim Gnann, Heinz Widauer (Hrsg.): Festschrift für Konrad Oberhuber. Electa, Mailand 2000, ISBN 88-435-6703-9, S. 239–254.
- Mathias F. Müller: Die Historia Friderici et Maximiliani. Ein Beitrag zur Entwicklung des Zeichenstils Albrecht Altdorfers um 1515. In: Mitteilungen des Österreichischen Staatsarchivs. 51, 2004, ISSN 0078-3676, S. 9–28.
- Mathias F. Müller: Albrecht Altdorfers Alexandertriumph für Kaiser Maximilian I. In: Frühneuzeitinfo. 17, 2006, ISSN 0940-4007, S. 94–116.
- Mathias F. Müller: Die Zeichnungen im sogenannten Memoriale oder Gedenkbuch Kaiser Maximilians I. Zwei Arbeiten Albrecht Altdorfers aus den Jahren um 1514. In: Jahrbuch des Vereins für Geschichte der Stadt Wien, 64/65 (2008/2009), ISSN 1027-8788, S. 151–170.
- Mathias F. Müller: Die Verspottung Christi im Erzbischöflichen Dom- und Diözesanmuseum in Wien. Ein bislang unbeachtetes Tafelgemälde Albrecht Altdorfers aus der Zeit um 1507/08 und einige ergänzende Bemerkungen zu seinem Frühwerk. In: Mitteilungen der Gesellschaft für vergleichende Kunstforschung in Wien. 61, Nr. 1/2, 2009, ISSN 1013-6800, S. 1–22.
- Mathias F. Müller: Die Heiligen des Hauses Österreich und die Ahnenreihe Kaiser Maximilians I – Drei Kodices und eine Pergamentrolle Albrecht Altdorfers aus den Jahren um 1514/15 und 1516/17 – Ein stilgeschichtlicher Kommentar zum Anteil des Regensburger Meisters an den kaiserlichen Kunstprojekten. In: Unsere Heimat. (Zeitschrift für Landeskunde von Niederösterreich) 80/3 (2009), S. 196–246.
- Mathias F. Müller: Die Burg Aggstein in Albrecht Altdorfers Zeichnung 'Das Opfer Abrahams' – Eine ergänzende Beobachtung zu seiner Donaureise im Jahre 1511. In: Unsere Heimat. (Zeitschrift für Landeskunde von Niederösterreich) 80/4 (2009), S. 345–348.
- Mathias F. Müller: Albrecht Altdorfers Miniaturtriumph für Kaiser Maximilian I. Überlegungen zur Entwicklung seines figürlichen Stils von 1514 bis 1516 und der Anteil seiner Mitarbeiter an der Gesamtausführung. In: Verhandlungen des historischen Vereins für Oberpfalz und Regensburg. 150 (2010), ISSN 0342-2518, S. 397–433.
- Mathias F. Müller: Die Historia Friderici et Maximiliani. Albrecht Altdorfer und die bildliche Inszenierung der Dynastie Habsburg. In: Mitteilungen der Gesellschaft für vergleichende Kunstforschung in Wien. 62/2–3 (2010) S. 11–19.
- Mathias F. Müller: Das Bildnis des Fürst-Erzbischofs von Salzburg, Matthäus Kardinal Lang von Wellenburg. Ein Porträtgemälde von Albrecht Altdorfer um 1528. In: Verhandlungen des historischen Vereins für Oberpfalz und Regensburg, 151 (2011), ISSN 0342-2518, S. 109–119.